# FC Jahn Siegen
FC Jahn Siegen was een Duitse voetbalclub uit Siegen.

## Geschiedenis
In 1879 werd de turnvereniging TV Jahn Siegen opgericht, die in 1899 ook een voetbalafdeling kreeg dat de naam FC Jahn Siegen aannam. De club sloot zich aan bij de Rheinischen Spielverband, de latere West-Duitse voetbalbond. Vanaf 1907 speelde de club in de Hessische competitie. De club werd meteen groepswinnaar, maar verloor de finale om de titel van Casseler FV 95. Het volgende seizoen werd de club overgeheveld naar de nieuwe Opper-Hessische competitie. Na twee vicetitels achter Gießener FC 1900 werd de club kampioen in 1910/11. Hierdoor plaatste de club zich voor de West-Duitse eindronde. De club verloor in de eerste ronde van 1. FC Borussia Fulda. Na dit seizoen werd de competitie opgeheven en werden de clubs verdeel over andere competities en Jahn moest nu in de tweede klasse aantreden. Na één seizoen speelde de club in de Zuidrijncompetitie.
Tijdens de Eerste Wereldoorlog werd er minder gevoetbald. In 1919 werd de competitie Lahn-Sieg opgericht. Ondanks een derde plaats in de competitie mocht de club naar de eindronde, waar ze meteen van Duisburger SpV verloren. De competitie was echter geen lang leven beschoren en de club werd nu ondergebracht in de Bergisch-Markse competitie. Deze was in vier reeksen opgedeeld die na één seizoen werden teruggebracht tot één reeks waardoor de club degradeerde. Vanaf 1922 ging de club in de nieuwe Zuidwestfaalse competitie. Samen met Eppenhausener FC 1911 eindigde de club op de eerste plaats en won de beslissende wedstrijd om de titel. In de eindronde versloeg de club CasseSV Kurhessen 93 Cassel en verloor dan van 1. Bielefelder FC Arminia. Na dit seizoen fuseerde de club met Sportverein 07 Siegen en werd zo Sportfreunde Siegen.

## Erelijst
Kampioen Opper-Hessen
1911
Kampioen Zuidwestfalen
1923